# Елізабет Лофтус
Елізабет Ф. Лофтус (нар. 1944 , Лос-Анжелес, США) — американська психологиня, найбільш відома у зв'язку з ефектом дезінформації, помилковою пам'яттю та критикою методів відновлення пам'яті.
Дослідження Лофтус включають вплив фразування на сприйняття автомобільних аварій, техніку «загублених у торговому центрі» та маніпуляцію харчовими уподобаннями через використання помилкових спогадів. У справі Джейн Доу, яка почалася в 1997 році, Лофтус і Мелвін Дж. Гаєр виявили серйозні занепокоєння щодо передумов і достовірності початкових досліджень. Вона також працювала у виконавчій раді Комітету скептичних досліджень і була основним доповідачем на щорічній конференції Британського психологічного товариства 2011 року.
Окрім своєї наукової роботи, Лофтус надала експертні свідчення або консультації юристів у більш ніж 300 судових справах, у тому числі для юридичних команд Гіслейн Максвелл, Гарві Вайнштейна, Теда Банді, О. Дж. Сімпсона, Анджело Буоно та Роберта Дарста. Вона також написала багато книг, зокрема «Міф про пригнічену пам'ять: помилкові спогади та звинувачення в сексуальному насильстві» та «Свідок захисту».

## Раннє життя
Елізабет Фішман народилася 16 жовтня 1944 року. Виросла в єврейській родині в Бел-Ейрі, Каліфорнія.  Її батько (Сідні Фішман) був лікарем, а мати (Ребекка Фішман) бібліотекарем .  Коли Лофтус було 14 років, її мати потонула. 
У 1966 році вона отримала ступінь бакалавра мистецтв з математики та психології в Каліфорнійському університеті в Лос-Анджелесі, потім отримала ступінь магістра та доктора філософії з математичної психології в Стенфордському університеті в 1967 та 1970 роках відповідно.  Її дисертація мала назву «Аналіз структурних змінних, які визначають складність вирішення проблем на комп'ютерному телетайпі». 
З 1968 по 1991 рік Елізабет була одружена з колегою-психологом Джеффрі Лофтусом.

## Кар'єра

### 1970—1989
З 1970 по 1973 рік Лофтус працювала когнітивним психологом у Новій школі соціальних досліджень у Нью-Йорку, після незадоволення роботою в університеті, наприклад калібруванням математики та текстових завдань для учнів п'ятого класу..У той час вона також досліджувала семантичну пам'ять разом із професором Джонатаном Фрідманом зі Стенфордського університету.
Лофтус працювала у Вашингтонському університеті з 1973 по 2001 рік, спочатку як доцент. Перейшла від лабораторної роботи до використання «реальних» ситуацій кримінальних судових справ.
Приблизно в цей час Міністерство транспорту Сполучених Штатів пропонувало фінансування досліджень автомобільних аварій. Перший експеримент Лофтус в цій області включав показ 45 студентам відеозаписів автомобільних аварій, а потім попросила студентів оцінити швидкість автомобіля. Її висновки полягали в тому, що середні оцінки швидкості були 32 миль/год, коли питання було сформульовано як швидкість, на якій «зіткнулися» машини, 34 миль/год, коли запитання було сформульовано як «вдарити один одного», а 41 миль/год, коли питання було сформульовано як «розбили один одного». Лофтус дійшла висновку, що «ці результати узгоджуються з думкою про те, що запитання, поставлені після події, можуть викликати реконструкцію в пам'яті цієї події».
У 1974 році Лофтус опублікувала дві статті зі своїми спостереженнями про суперечливі свідчення очевидців у конкретному судовому процесі щодо вбивства та про надійність свідчень свідків загалом. Це призвело до того, що кілька юристів зв'язалися з нею щодо поточних справ, поклавши початок її кар'єрі оплачуваної роботи, надаючи консультації юристам. Перші спроби Лофтус виступити свідком-експертом для цих адвокатів були визнані суддями неприйнятними, однак у червні 1975 року Лофтус представила перші свідчення експерта в штаті Вашингтон на тему ідентифікації очевидців .

### 1990—1996
У 1990 році Джорджа Франкліна судили за вбивство молодої дівчини 20 років тому. Докази обвинувачення включали свідчення очевидця доньки Франкліна про те, що вона була свідком вбивства, засновані на відновленій пам'яті, яка була розкопана під час сеансу терапії за рік до суду. У захисника була теорія, згідно з якою дочка ніколи не бачила злочину і що свідчення базувалися на помилкових спогадах. Лофтус була найнята адвокатом для надання експертних свідчень на підтримку цієї теорії. Лофтус посилалася на експеримент, коли вона показала людям відео злочину, а потім невірний телевізійний репортаж про злочин. Згодом глядачі переплутали деякі події з оригінального відео з тими, що були в новинах. Лофтус стверджував, що те ж саме сталося з дочкою Франкліна, викликавши «спогад» про подію, свідком якої вона не була.
Однак прокурор змусив Лофтус визнати, що вона ніколи не вивчала спогади, як у доньки Франкліна. Дослідження Лофтус виявили, що люди можуть помилково ідентифікувати випадкових злочинців, а не те, що вони можуть помилково звинуватити своїх батьків. Також не було доведено, що спогади можна повністю вигадати, а не змінити. Обвинувачення було успішним, і Франклін був засуджений, хоча згодом вирок був скасований апеляцією, і прокуратура відмовилася від повторного розгляду справи Франкліна.
У 1991 році відбулося кілька резонансних судових справ про те, що люди відновили спогади про домагання з боку батьків, що привернуло увагу Лофтус. Вона прочитала кілька актуальних на той час книг з психології (Сміливість зцілювати), яка навчала жінок і терапевтів методам відновлення «втрачених» спогадів про сексуальне насильство та закликала терапевтів розпитувати своїх клієнтів про інцест у дитинстві. Також у 1991 році Лофтус була визнана почесним членом Британського психологічного товариства.
Приблизно в цей час студент Лофтус Джим Коан розробив техніку «загублених у торговому центрі». Ця техніка передбачала, що Коан розповідав своєму молодшому братові три історії про реальні події свого дитинства, а також неправдиву історію про те, як брат загубився в торговому центрі. Молодший брат повірив, що всі історії правдиві, і надав додаткові подробиці неправдивої історії.
Подібний експеримент Лофтус виявила, що 25 % випробовуваних вірять, що вони можуть згадати подію, якої ніколи не було; однак це дослідження було розкритиковане Лінн Крук і Мартою Дін на основі етики використаного методу залучення суб'єктів, а Кеннет Поуп стверджував, що вона надмірно узагальнила результати, щоб зробити висновки про помилкові спогади та терапевтичні методи. Пізніше дослідження Лофтус (за участю 332 студентів бакалаврату, які отримали кредити за участь у курсі) виявило, що приблизно одна третина студентів визнала за правду неправдиву історію про те, що під час дитячого візиту до Діснейленду персонаж Плутона, який був наркоманом, лизав їхнє вухо.
Після публікації цих досліджень озброєні охоронці супроводжували Лофтуса на лекціях. Крім того, Лофтус раніше отримувала погрози вбивством після публікації її книги 1994 року «Міф про придушену пам'ять». Того ж року Лофтус отримала нагороду «Похвала розуму» від Комітету скептичних досліджень.
У справі «Нью-Гемпшир проти Джоела Хангерфорда» 1997 року суддя поставив суворі умови щодо прийнятності відновлених свідчень.

### 1997—2000 роки
У 1997 році психіатри Девід Корвін та Ерна Олафсон опублікували приклад відновленої пам'яті про, очевидно, справжнє сексуальне насильство в дитинстві, який став відомий як випадок Джейн Доу. Лофтус і Мелвін Гаєр взяли інтерв'ю у мачухи Джейн, яка розповіла, що брала участь у створенні справи проти матері Джейн у боротьбі за опіку над Джейн. Джейн зв'язалася з Вашингтонським університетом і звинуватила Лофтус в порушенні її конфіденційності. Університет розпочав розслідування щодо Лофтус, зокрема конфіскував її документи. Розслідування тривало 21 місяць, протягом якого Лофтус не дозволяли ділитися своїми висновками. Університет звільнив Лофтус від порушення протоколів дослідження, і Лофтус і Гаєр опублікували свої висновки в 2002 році.
Запрошення Лофтус виступити з основною промовою на конференції Психологічного товариства Нової Зеландії в серпні 2000 року спонукало директора товариства з наукових питань Джона Ріда піти у відставку, а учасники конференції почали поширювати матеріали з критикою роботи Лофтус. Лофтус заявила, що вона «не одягла свій найкращий піджак», щоб назвати свою адресу через «боязнь літаючих помідорів». До конференції Лофтус була предметом кількох публікацій в Інтернеті теоретиком змови Діаною Наполіс, у яких стверджувалося, що Лофтус змовилася допомогти розбещувачам дітей.

### 2001 по теперішній час
До 2001 року Лофтус розчарувалася через небажання Вашингтонського університету підтримувати її під час суперечки, пов'язаної зі справою Джейн Доу, і покинула університет. Того ж року Лофтус отримала нагороду Вільяма Джеймса від Асоціації психологічних наук.
З 2001 по 2003 рік Лофтус працювала в Каліфорнійському університеті в Ірвайні (UCI) як видатний професор на кафедрі кримінології, права та суспільства та на кафедрі психології. Вона також була співробітником відділу когнітивних наук UCI та Центру нейробіології навчання та пам'яті. Її робота включала експеримент на 131 студентові щодо переваг печива та полуничного морозива. Учням надали неправдиву інформацію про те, що вони захворіли від цієї їжі, коли їм було менше 10 років, і попросили до і після оцінити ймовірність цієї події.
У 2002 році Лофтус посіла 58-ме місце в списку 100 найвпливовіших дослідників 20-го століття за журналом Review of General Psychology. Наступного року Лофтус отримала нагороду Американської психологічної асоціації (APA) за видатне наукове застосування психології. Також у 2003 році Лофтус була обрана членом Американської академії мистецтв і наук.
У 2003 році у справі Таус проти Лофтус у Верховному суді Каліфорнії Ніколь Таус подала до суду на Лофтус, Мелвіна Дж. Гаєра та журнал Skeptical Inquirer щодо статті, яку вони опублікували про її справу. Позов включав 21 позов про наклеп, вторгнення в приватне життя, заподіяння емоційного стресу та шахрайство. Спочатку всі позови, крім одного, були відхилені. Інша претензія стосувалась того, що Лофтус представила себе колегою та керівником Корвіна під час інтерв'ю з прийомною матір'ю Таус. У серпні 2007 року претензія, що залишилася, була відкликана Таус після досягнення угоди про те, що страхова компанія Лофтус виплатить Ніколь Таус 7500 доларів. Наступного року Лофтус опублікувала свої дослідження у цій справі.
У 2004 році Лофтус намагалася прищепити Алану Алді помилкову пам'ять на Scientific American Frontiers. Алда не погодився з помилковим спогадом про те, як у дитинстві захворів від того, що з'їв круто зварене яйце. Лофтус заявила, що самовиправлення опитувальника Алди з «точно не було» на «відбулося» підтверджує теорію помилкової пам'яті. Розбіжності у відповідях Алди до та після експерименту не було зазначено. Лофтус відвідала симпозіум Beyond Belief у листопаді 2006 року та виступила там. У 2005 році вона отримала премію Grawemeyer з психології від Університету Луїсвіля. У 2009 році вона отримала премію імені Джозефа Прістлі, яку вручає Дікінсонівський коледж. У 2010 році вона отримала нагороду за наукову свободу та відповідальність від Американської асоціації сприяння розвитку науки.
З 2011, Лофтус була членом виконавчої ради Комітету скептичних розслідувань. Лофтус була основним доповідачем на щорічній конференції Британського психологічного товариства в 2011 році.
У червні 2013 року Лофтус виступила на конференції TEDGlobal в Единбурзі, Шотландія. Вона також була основним доповідачем на щорічних зборах Психономічного товариства 2013 року. У 2015 році Лофтус отримала ступінь почесного доктора психології в Голдсмітському університеті Лондона. У 2016 році Лофтус отримала премію Джона Меддокса, у 2018 році отримала нагороду Західної психологічної асоціації за життєві досягнення та медаль Улісса Дублінського університетського коледжу.
У 2022 році Лофтус увійшла до списку найкращих жінок-вчених світу Research.com, посівши 451 місце в рейтингу Сполучених Штатів.

## Дебати про відновлену пам'ять/помилкову пам'ять
Елізабет Лофтус була активною учасницею суперечок щодо пам'яті з останніх десятиліть 20-го століття, відомих як дебати про відновлену пам'ять/фальшиву пам'ять або «Війни пам'яті» (як у назві книги «Війни пам'яті»).
Лофтус була членом Науково-консультативної ради Фонду синдрому помилкової пам'яті. Вона разом з Пітером Фрейдом, Памелою Фрейд і Фондом синдрому помилкової пам'яті стверджували, що існує достатньо експериментальних доказів того, що люди спотворюють свою пам'ять, що людська пам'ять зазвичай не вірна об'єктивним фактам і що помилкові спогади можуть бути імплантовані іншим людям через навіювання та терапію відновлення пам'яті. Таким чином, у багатьох або більшості випадків спогади про жорстоке поводження в дитинстві, які люди відновлюють під час психотерапії та які іноді представляють у суді, є помилковими спогадами.
Інші вчені та спеціалісти, зокрема Бессель ван дер Колк, Ленор Терр, Дженніфер Фрейд і Лінда Вільямс, стверджують, що існують добре задокументовані випадки забування та подальшого запам'ятовування травматичних подій, які сталися в дитинстві чи зрілому віці людьми як у клінічній, так і в неклінічній популяції.
Елізабет Лофтус стверджувала, що концепція гальмування або витіснення пам'яті є неадекватною і що не існує такого поняття, як витіснені та пізніше відновлені спогади про травматичні події. Лофтус критикує терапію відновлення пам'яті і, зокрема, психоаналіз Фрейда за поширення цих неадекватних концепцій.
Річард Макнеллі стверджує, що забування подій насильства в дитинстві можна пояснити іншими факторами, такими як звичайне забування або нерозголошення, і що теорія про мотиваційний механізм забування (репресії) непотрібна.
Діагностичний і статистичний посібник із психічних розладів, п'яте видання (DSM-5) та одинадцятий перегляд Міжнародної класифікації хвороб (МКХ-11) використовують не поняття репресії, а поняття дисоціативної амнезії. Дисоціативна амнезія — це забуття через психологічні причини, включаючи стрес, певні автобіографічні події, які можуть охоплювати короткі або тривалі періоди. DSM-5 включає дисоціативну амнезію як розлад (клінічний синдром), а також як симптом (серед іншого) посттравматичного стресового розладу.
У 1977 році Флоренс Раш стверджувала, що теорія Фрейда про Едіпів комплекс була створена, щоб приховати реальні випадки сексуального насильства дорослих над дітьми. Згідно з цим, Фрейд змінив свою початкову теорію спокушання, оскільки він хотів приховати реальність травм, які зазнали б його пацієнти. У 1984 році Джеффрі Мусаєв Массон опублікував «Напад на правду», де, як і Раш, стверджує, що Фрейд приховував реальність сексуального насильства.
Спираючись на Раша та Массона, Сюзі Орбах стверджує, що Фрейд замінив свою теорію зваблення та сексуальної травми в дитинстві теорією Едіпового комплексу. Фрейд змінив свої погляди і вирішив, що спогади його пацієнтів про сексуальне насильство насправді були уявними, невротичними фантазіями про нереалізовані події та Едіпові бажання. Цю зміну в теорії Фрейда критикували Шандор Ференці та Джон Боулбі серед інших спеціалістів із психічного здоров'я.
Філ Моллон стверджує, що Фрейд випередив свій час і що нові відкриття щодо синдрому помилкової пам'яті підтверджують твердження Фрейда століття тому про уявні спогади.
З іншого боку, окрім Елізабет Лофтус, кілька авторитетних сучасних психологів і психіатрів, у тому числі Ульрік Найссер, Джулія Шоу та Деніел Шактер, погоджуються, що людська пам'ять зазвичай не відповідає фактам.
Книга під редакцією Роберта Беллі «Правдиві та хибні відновлені спогади». «До примирення дебатів» (2012) намагається зробити синтез, який бере до уваги частку істини та розуму, як обидві частини у дебатах.

## Участь у судових справах
Лофтус дала свідчення у понад 300 справах і консультувала у багатьох інших. Її судові справи включають:
- Суд над Робертом Дерстом у 2020 році за вбивство: Лофтус свідчила на захист щодо вбивства Сьюзен Берман[83].
- Суд над Гіслейн Максвелл у 2021 році за секс-торгівлю: Лофтус свідчила на захист під час суду над Максвеллом щодо секс-торгівлі неповнолітніми дівчатами для Джеффрі Епштейна[84]. Це був перший випадок, коли Лофтус стверджувала, що потенціал фінансової винагороди може змусити людський мозок створити помилкову травматичну пам'ять; коли присяжні запитали про основу теорії, Лофтус заявила: «Я не знаю про жодні дослідження з цього приводу, але, виходячи з мого дослідження, це безперечно правдоподібно»[85].
- Суд над Гарві Вайнштейном у 2020 році за зґвалтування та сексуальне насильство: Лофтус свідчила на захист під час суду над Вайнштейном за сексуальне насильство над двома жінками[82].

Лофтус також брала участь у справах Теда Банді, О. Дж. Сімпсона, Родні Кінга, Олівера Норта, Марти Стюарт, Льюїса Ліббі, Майкла Джексона, братів Менендес і терористів з Оклахома-Сіті.

## Публікації
Лофтус є авторкою або співавторкою багатьох журнальних статей і книг, включаючи книгу 1994 року під назвою «Міф про придушену пам'ять».